# Ngọc nữ thùy dài
Ngọc nữ thùy dài (danh pháp: Clerodendrum longilimbum) là một loài thực vật có hoa trong họ Hoa môi. Loài này được C.Pei mô tả khoa học đầu tiên năm 1932.